# نهائي

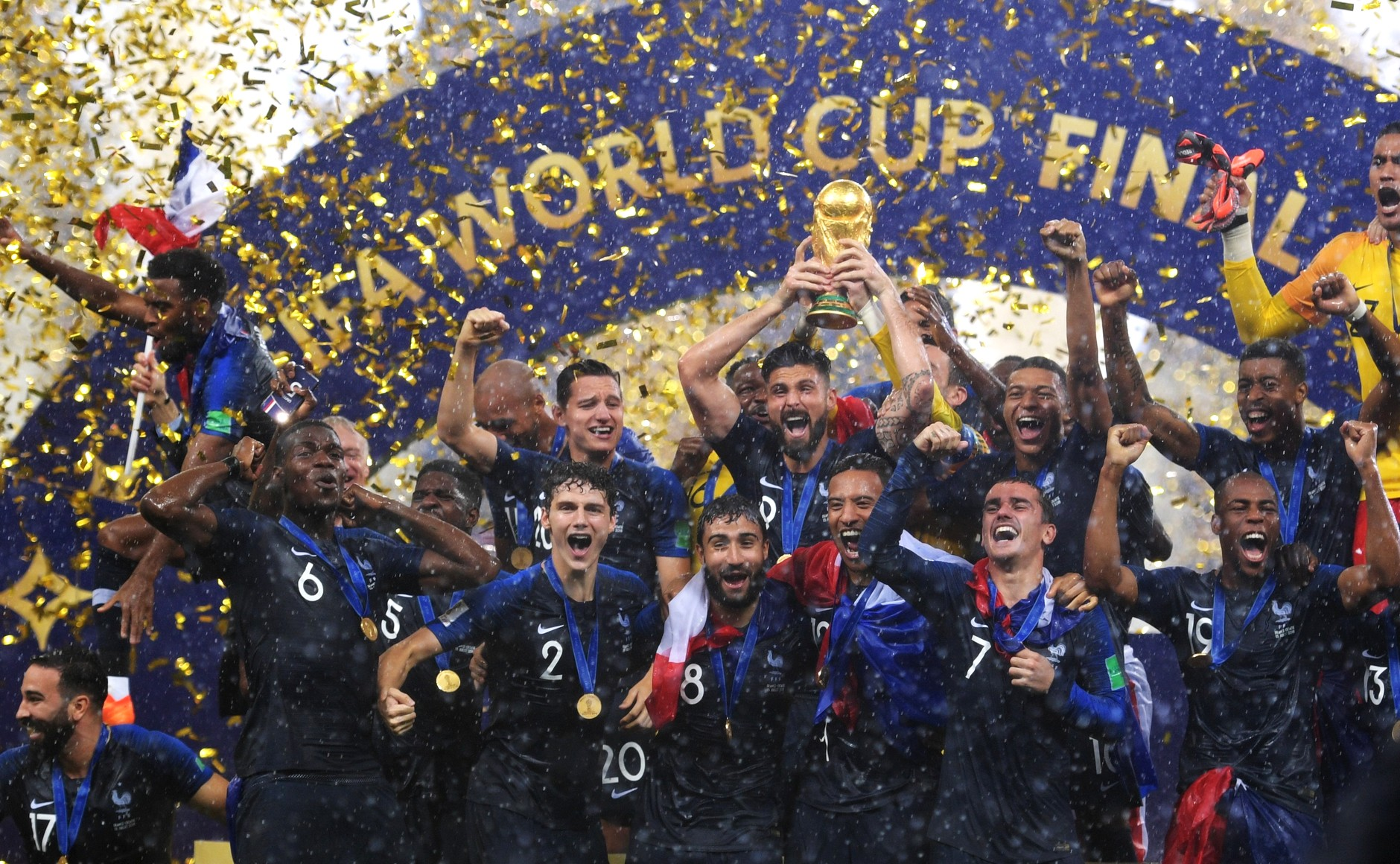
فوز فرنسا بنهائي كأس العالم 2018 على كرواتيا.

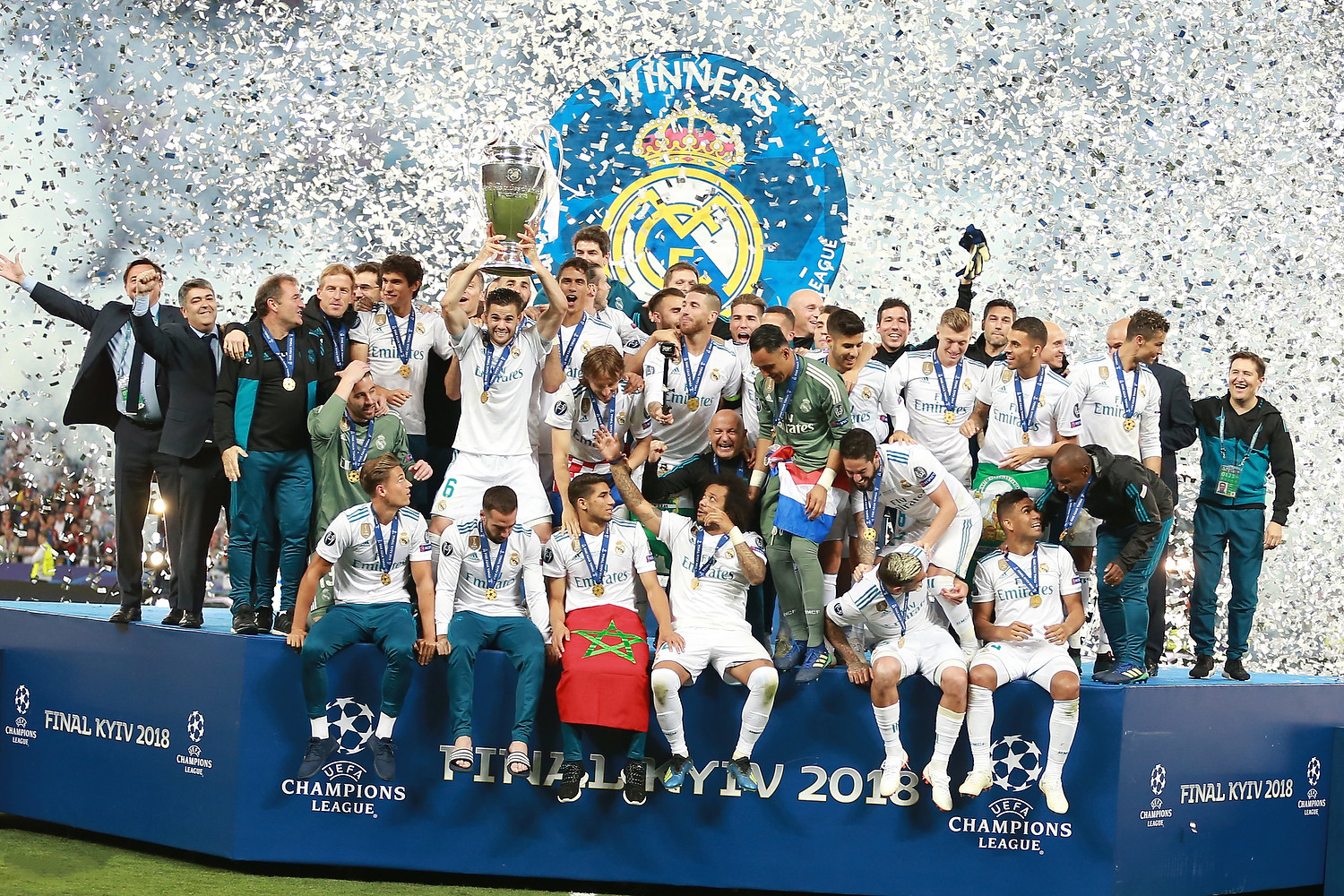
ريال مدريد بعد الفوز بنهائي دوري أبطال أوروبا 2018 على ليفربول.

النهائي (بالإنجليزية: Final)‏، هو لقاء كرة قدم، بين الفريقين بعد خوضهم النصف النهائي، وهي المباراة النهائية من كل بطولة التي تحدد الفائز بالبطولة أو الكأس.